# 50 kilomètres marche aux Jeux olympiques d'été de 1980
Navigation
Munich 1972 Los Angeles 1984
L'épreuve du 50 kilomètres marche aux Jeux olympiques de 1980 s'est déroulée le 30 juillet 1980 dans les rues de Moscou, en URSS, avec une arrivée située au Stade Loujniki. Elle est remportée par l'Est-allemand Hartwig Gauder qui établit un nouveau record olympique en 3 h 49 min 24 s.
Le 50 km marche n'a pas été disputé lors des Jeux olympiques précédents, en 1976 à Montréal.

## Résultats

### Finale
| Rang               | Athlète               | Pays               | Temps           | Notes |
| ------------------ | --------------------- | ------------------ | --------------- | ----- |
| Médaille d'or      | Hartwig Gauder        | Allemagne de l'Est | 3 h 49 min 24 s | OR    |
| Médaille d'argent  | Jorge Llopart         | Espagne            | 3 h 51 min 25 s |       |
| Médaille de bronze | Evgeni Ivchenko       | Union soviétique   | 3 h 56 min 32 s |       |
| 4                  | Bengt Simonsen        | Suède              | 3 h 57 min 08 s |       |
| 5                  | Vyacheslav Fursov     | Union soviétique   | 3 h 58 min 32 s |       |
| 6                  | José Marín            | Espagne            | 4 h 03 min 08 s |       |
| 7                  | Stanisław Rola        | Pologne            | 4 h 07 min 07 s |       |
| 8                  | Willi Sawall          | Australie          | 4 h 08 min 25 s |       |
| 9                  | László Sátor          | Hongrie            | 4 h 10 min 53 s |       |
| 10                 | Pavol Blažek          | Tchécoslovaquie    | 4 h 16 min 26 s |       |
| 11                 | Ian Richards          | Royaume-Uni        | 4 h 22 min 57 s |       |
| 12                 | Aristidis Karageorgos | Grèce              | 4 h 24 min 36 s |       |
| 13                 | Juraj Benčík          | Tchécoslovaquie    | 4 h 27 min 39 s |       |
| 14                 | Enrique Peña          | Colombie           | 4 h 29 min 27 s |       |
| 15                 | Ernesto Alfaro        | Colombie           | 4 h 46 min 28 s |       |
| -                  | Bo Gustafsson         | Suède              | DNF             |       |
| -                  | Bohdan Bułakowski     | Pologne            | DNF             |       |
| -                  | Daniel Bautista       | Mexique            | DNF             |       |
| -                  | David Smith           | Australie          | DNF             |       |
| -                  | Gérard Lelièvre       | France             | DNF             |       |
| -                  | Martín Bermúdez       | Mexique            | DNF             |       |
| -                  | Raúl González         | Mexique            | DNF             |       |
| -                  | Reima Salonen         | Finlande           | DNF             |       |
| -                  | Boris Yakovlev        | Union soviétique   | DQ              |       |
| -                  | Dietmar Meisch        | Allemagne de l'Est | DQ              |       |
| -                  | Jaromír Vaňous        | Tchécoslovaquie    | DQ              |       |
| -                  | Uwe Dünkel            | Allemagne de l'Est | DQ              |       |

## Légende
Records et Performances
- AR : Record continental (area record)
- CR : Record des championnats (championship record)
- MR : Record du meeting (meet record)
- NR : Record national (national record)
- OR : Record olympique (olympic record)
- PR : Record paralympique (paralympic record)
- PB : Record personnel (personal best)
- SB : Meilleure performance personnelle de la saison (season's best)
- WL : Meilleure performance mondiale de l'année (world leader)
- WJR : Record du monde junior (world junior record)
- WR : Record du monde (world record)

Circonstances et Conditions
- DNF : N'a pas terminé (did not finish)
- DNS : N'a pas pris le départ (did not start)
- DQ : Disqualification (disqualification)
- NM : Aucun essai valable enregistré (No Mark)
- Q : Qualifié « directement » au prochain tour (ou à la prochaine compétition), lors d'une compétition majeure, grâce au classement ou à la réalisation des minima (automatic qualifier)
- q : Qualifié au prochain tour (ou à la prochaine compétition), lors d'une compétition majeure, grâce au repêchage ou à la réalisation de l'une des meilleures performances parmi celles des « non qualifiés directement » (grâce au meilleur temps ou à la meilleure distance par exemple) (secondary qualifier)